# Bundesautobahn 72
De Bundesautobahn 72 (kortweg A72) is een Duitse autosnelweg die loopt van de A9 bij Dreieck Bayerisches Vogtland naar de A4 bij Chemnitz. Vanaf daar staat een verlenging naar Leipzig gepland. Het gedeelte in Beieren was voor de opening van de Duits-Duitse grens genummerd als Bundesautobahn 722 (kortweg A722), het gedeelte in Saksen tussen Chemnitz en Pirk was in de tijd van de Duitse Democratische Republiek genummerd als A8. De A72 is over de gehele lengte tevens genummerd als E441.
Een opmerkelijk bouwwerk op de route van de A72 is de brug over de Witte Elster bij Pirk. De bouw aan deze brug begon reeds in 1937. Tijdens de Koude Oorlog lag deze brug in het spergebied van de Duits-Duitse grens. Pas na de Duitse hereniging werd de brug in 1993 voor het verkeer opengesteld.

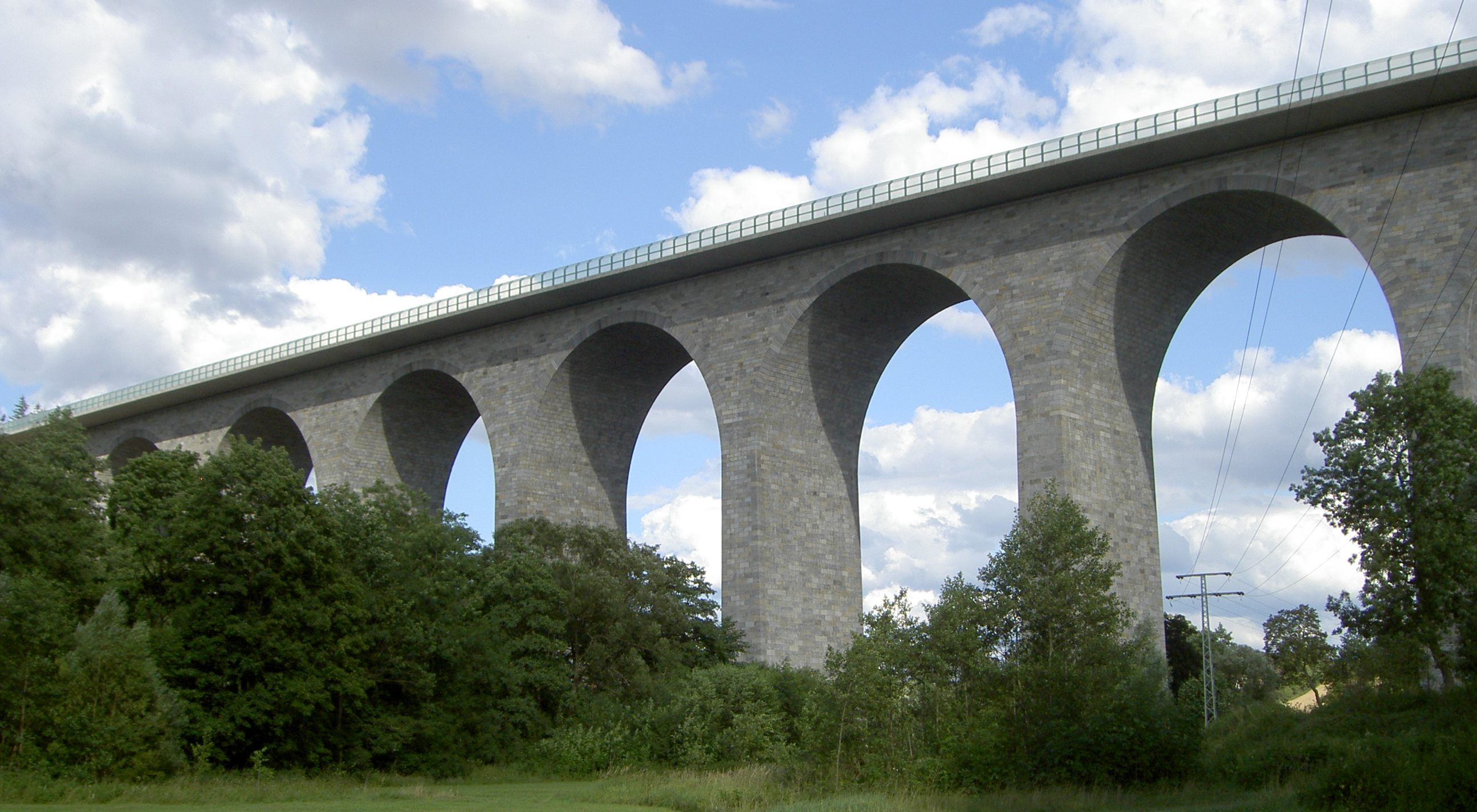
Brug over de Elster bij Pirk

## Geschiedenis
De A72 werd tussen 1935 en 1940 als tweestrooksweg aangelegd, bleef door de Tweede Wereldoorlog onvoltooid en is pas sinds 1993 voor het eerst doorgaand berijdbaar. Vanaf de huidige aansluiting op de A9 tot de aansluiting Plauen-Ost werd in eerste instantie alleen de rijstrook richting Chemnitz geopend. In tegenovergestelde richting werd alleen het wegvak tussen de aansluiting Plauen-Ost en Chemnitz geopend. Hiermee wilde men een snellere opening voor het verkeer bereiken, daar langzamerhand alle grondstoffen voor de oorlogsvoering werden gebruikt. De brug over de Witte Elster bleef een bouwruïne en de tweede rijstrook werd nooit aangelegd.
Aan het einde van de oorlog werd de brug over de Saale bij Rudolphstein in de A9 opgeblazen. Hierdoor werd de huidige A72 tussen 1945 en 1951 als overgang voor het wegverkeer tussen de Sovjet-bezettingszone (vanaf 1949 DDR) en de Amerikaanse bezettingszone (vanaf 1949 onderdeel van de Bondsrepubliek) gebruikt. Vanaf 1951 werd het verkeer tussen de Bondsrepubliek en West-Berlijn over de B2 gestuurd, tot er in 1966 een nieuwe brug over de Saale in de A9 werd geopend. Tussen 1951 en 1989 was het gedeelte tussen de aansluitingen Hof/Töpen en Pirk gesloten voor het verkeer. Het gedeelte in de DDR tussen Zwickau en Chemnitz (destijds Karl-Marx-Stadt) werd in de jaren 60 verbreed van twee naar vier rijstroken.
Tussen de aansluiting Chemnitz-Süd en Kreuz Chemnitz werd de A72 tussen 2004 en 2006 omgebouwd van vier naar zes rijstroken.
In maart 2005 werd begonnen met de aanleg van het nu inmiddels gereedgekomen gedeelte van de A72, in de Chemnitzer wijk Röhrsdorf werd een 299,7 meter lange brug over het Pleißenbachtal gebouwd. Ook de bouw van een brug op het gedeelte tussen Hartmannsdorf en Niederfrohna werd reeds afgesloten. In juli 2005 werd begonnen met de bouw van nog een brug (195 meter lang, 9,25 meter hoog) tussen Niederfrohna en Mühlau. Deze brug overspant twee beschermde gebieden. Om deze reden zijn de brugpijlers zodanig gebouwd, dat de natuur in het gebied minimale schade ondervindt.
In november 2006 werd het eerste gedeelte van de A72 Chemnitz-Leipzig geopend tussen Kreuz Chemnitz en Hartmannsdorf. Een maand later het gedeelte tussen de Hartmannsdorf en Niederfrohna. Reeds in mei 2006 werd het Kreuz Leipzig-Süd (waar de A38 doorloopt) geopend. Ook het gedeelte tussen Borna-Süd en Borna-Nord is al geopend. Deze was toen als B95 genummerd.

## Planning
Vanwege de overbelasting van de B95 tussen Chemnitz en Leipzig werd de aanleg van een autosnelweg tussen deze twee plaatsen noodzakelijk geacht. Door de aanleg van deze autosnelweg wordt zowel de autosnelwegdriehoek Dresden-Leipzig-Chemnitz gecomplementeerd als een belangrijke verbinding tussen de regio's Chemnitz-Zwickau en Leipzig-Halle geboden. De kosten voor dit 62 kilometer lange stuk snelweg liggen bij 470 miljoen euro. In 2020 zal naar alle waarschijnlijkheid de gehele autosnelweg tussen Chemnitz en Leipzig-Zentrum gereed zijn.